# 1
Cette page concerne l'année 1  du calendrier julien. Pour l'année 1 av. J.-C., voir 1 av. J.-C. Pour le nombre 1, voir 1 (nombre). Pour les autres significations, voir Un.
Pour le chiffre « 1 » voir Un (chiffre).
Pour l’album des Beatles voir 1 (album des Beatles).
L'année 1 est une année commune qui commence un samedi.
C’est l'Anno Domini, qui marque le début de l’ère chrétienne et le début du calendrier grégorien en usage aujourd’hui dans la majeure partie du monde pour les usages civils. D’après divers chercheurs,, le choix de cette année de référence est effectué en 523 par le moine Denys le Petit (Dionysius Exiguus) qui calcule la date de la naissance de Jésus-Christ. Cependant la plupart des chercheurs s’accordent à dire que Denys le Petit situait la naissance de Jésus en 1 av. J.-C.,. Mais même ce résultat est sujet à de nombreuses polémiques, et une étude approfondie des Évangiles laisse penser que sa naissance serait antérieure de 3 à 5 années,.

## Événements
- 1er janvier, début du consulat de Caius Caesar et de Lucius Aemilius Paullus ; Caius Caesar, petit-fils d’Auguste, qui l’a adopté pour qu’il lui succède, reçoit l’imperium proconsulaire et part en mission extraordinaire pour le Moyen-Orient (1-3)[5] où il commande une armée[6].
- Révolte en Germanie. Le légat Marcus Vinicius la contient difficilement[6] (1-3). L’unification des tribus suèves des Hermundures, des Quades, des Langobards et des Semnons par le roi de la tribu des Marcomans Marbod, formant un royaume centré sur la Bohême, représente une menace directe pour Rome[7].
- Le futur empereur Tibère est champion olympique de course de chars (quadrige)[8].
- Confucius reçoit de l’empereur Han Ping le titre de Baocheng, intégré à son nom posthume qui devient Baochengxuan Ni gong (duc Ni Félicité pour la réussite de la propagation [de la Voie droite])[9].

## Naissances en 1
- Marcus Antonius Pallas, affranchi grec, secrétaire des empereurs romains Claude et Néron.
- Sénèque, philosophe stoïcien, dramaturge et homme d'État romain (l'année est approximative, il pourrait être né en 4 av. J.-C.).

## Décès en 1
- Artaxias II, roi d’Ibérie.